# 骨內給藥
骨內針（英語：intraosseous vascular access）是利用骨骼給藥的方式。
在1922年，Drinker教授提出骨髓並不會塌陷，可以將之視為靜脈用以注射藥劑，因此開始有了骨內針的技術與應用，雖然說近期由於intravenous的技術成熟，因此較少在使用此注射方式，然而在某些特殊情況下，也會採取此技術，像是無法進行靜脈注射之時，抑或面對新生兒之時，多應用於呼吸停止、心跳停止之時，抑或嚴重休克之狀況，而施打骨內針的位置多為胸骨，手臂骨或是小腿骨。